# Министерство экономического развития Приднестровской Молдавской Республики
Министерство экономического развития Приднестровской Молдавской Республики — является республиканским органом исполнительной власти, обеспечивающим проведение единой государственной экономической политики и осуществляющим управление в области внешнеэкономической деятельности и торговли, ценовой, инвестиционной политики и политики в сфере занятости и социальной защиты населения, реализацию государственной политики в области государственной статистики.

## История
Министерство экономики ПМР было образовано Постановлением Верховного Совета Приднестровской Молдавской Республики «О структуре Правительства Приднестровской Молдавской Республики» от 5 февраля 1997 года, а также Постановлением Правительства Приднестровской Молдавской Республики от 28 февраля 1997 года.
Министерство определялось координирующим органом исполнительной власти, осуществляющим общее руководство экономикой и проводящим государственную политику в области экономики. Кроме того, министерство несет ответственность за разработку и реализацию на практике стратегических направлений единой государственной экономической реформы, организацию работы по мобилизации материальных ресурсов на общегосударственные нужды, контроль за их использованием, за разработкой основных направлений экономической политики и внешнеэкономических связей.
Работу по претворению в жизнь этих сложных задач в период создания ведомства вели подразделения министерства:
- Главное Управление экономических реформ,
- Главное Управление координации и правового обеспечения реформ,
- Главное Управление анализа и прогнозирования макроэкономических показателей.

Вместе со вспомогательными службами штатная численность созданного министерства составляла 72 человека.
При министерстве экономики было создано ГУ «Государственный информационно-издательский центр», которое занимается изданием журнала и других материалов методического характера.
В августе 2000 года стал переломным и для структуры исполнительных органов государственной власти республики в целом, и для министерства экономики в частности. Тогда, в ходе реформирования Кабинета Министров, в связи с ликвидацией Министерства финансов, его правопреемником были определены Министерство экономики, ГУ «Государственное казначейство» и ГУ «Бюджетное управление». В состав министерства были переданы структурные подразделения упраздненного Министерства финансов.
В 2004 году в результате ликвидации Министерства сельского хозяйства ПМР, в составе министерства была создана государственная служба аграрно-промышленной политики.
В конце 2006 года вновь создается Министерство финансов Приднестровской Молдавской Республики и пришел черед Министерства экономики передавать одно из направлений деятельности.
Сегодня Министерство экономики — единый, сложный, хорошо скоординированный механизм с четко очерченными целями и задачами. И самое главное, что его сотрудники во главе с руководством прекрасно понимают: именно от их грамотных, просчитанных решений во многом зависит экономическое благополучие нашего государства.
24 января 2012 года Министерство экономики переименовано в Министерство экономического развития ПМР.

## Структура министерства
- Руководство
- Государственная служба макроэкономической политики и оценочной деятельности
- Государственная служба содействия инвестиционной и деловой активности
- Государственная служба налоговой политики и методологии бухгалтерского учёта
- Государственная служба  приватизации, имущественных отношений и корпоративного регулирования
- Управление правового обеспечения, кадровой политики и документационного учёта
- Финансово-экономическое управление
- Управление системного обеспечения и технического обслуживания
- Административно-хозяйственное управление
- Самостоятельная государственная служба, подведомственная Министерству экономического развития Приднестровской Молдавской Республики: Государственная служба статистики Приднестровской Молдавской Республики
- Организации, подведомственные Министерству экономического развития Приднестровской Молдавской Республики:                                                                             а) ОАО «Топливная база»;                                                                                                                                                                                                                                   б) ГУ «Государственный информационно-издательский центр» [4][5]

## Министры экономики
| №     | ФИО                            | Дата назначения | Дата освобождения | Примечания |
| ----- | ------------------------------ | --------------- | ----------------- | --- |
| 1     | Кирова Анна Ивановна           | 10 февраля 1997 | 20 августа 2000   | |
| 2     | Черненко, Елена Егоровна       | 20 августа 2000 | 30 декабря 2011   | Указ Президента ПМР № 253 о порядке вступления в должность министров и иных государственных должностных лиц.                  |
| и. о. | Слинченко, Алевтина Алексеевна | 31 декабря 2011 | 24 января 2012    | Указ Президента ПМР № 1020 о назначении временно исполняющим обязанности министра экономики                                   |
| 3     | Шульга, Алёна Владимировна     | 24 января 2012  | 29 марта 2012     | Указ Президента ПМР № 42 о назначении руководителей исполнительных органов государственной власти                             |
| 4     | Парнас, Майя Ивановна          | 29 марта 2012   | 28 ноября 2013    | Указ Президента ПМР № 225 о назначении министра экономического развития Приднестровской Молдавской Республики                 |
| 5     | Артёменко, Владимир Георгиевич | 28 ноября 2013  | 28 октября 2014   | Указ Президента ПМР №572 о назначении министра экономического развития Приднестровской Молдавской Республики                  |
| и. о. | Слинченко, Алевтина Алексеевна | 28 октября 2014 | 18 ноября 2014    | Указ Президента ПМР № 343 об освобождении от должности министра экономического развития Приднестровской Молдавской Республики |
| 6     | Слинченко, Алевтина Алексеевна | 18 ноября 2014  | 18 февраля 2016   | Указ Президента ПМР № 371 "О назначении на должность министра экономического развития Приднестровской Молдавской Республики"  |
| 7     | Болтрушко, Дмитрий Сергеевич   | 18 февраля 2016 | 27 декабря 2016   | Указ Президента ПМР № 66 "О назначении на должность министра экономического развития Приднестровской Молдавской Республики"   |
| 8     | Оболоник, Сергей Анатольевич   | 27 декабря 2016 |                   | Указ Президента ПМР №46 " О назначении на должность министра экономического развития Приднестровской Молдавской Республики"   |